# فندق كمبينسكي سان لافرينز

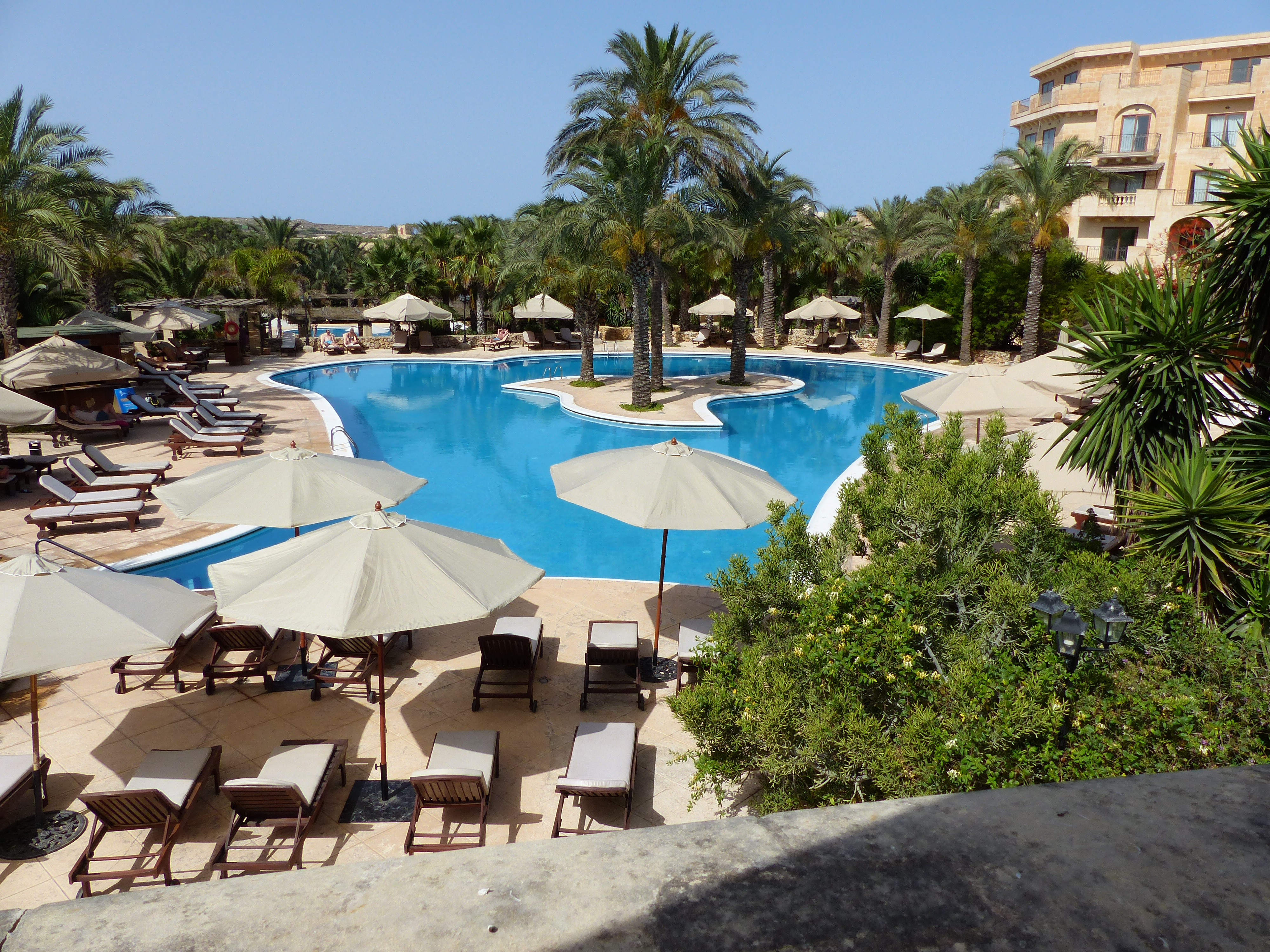
كمبينسكي مالطا

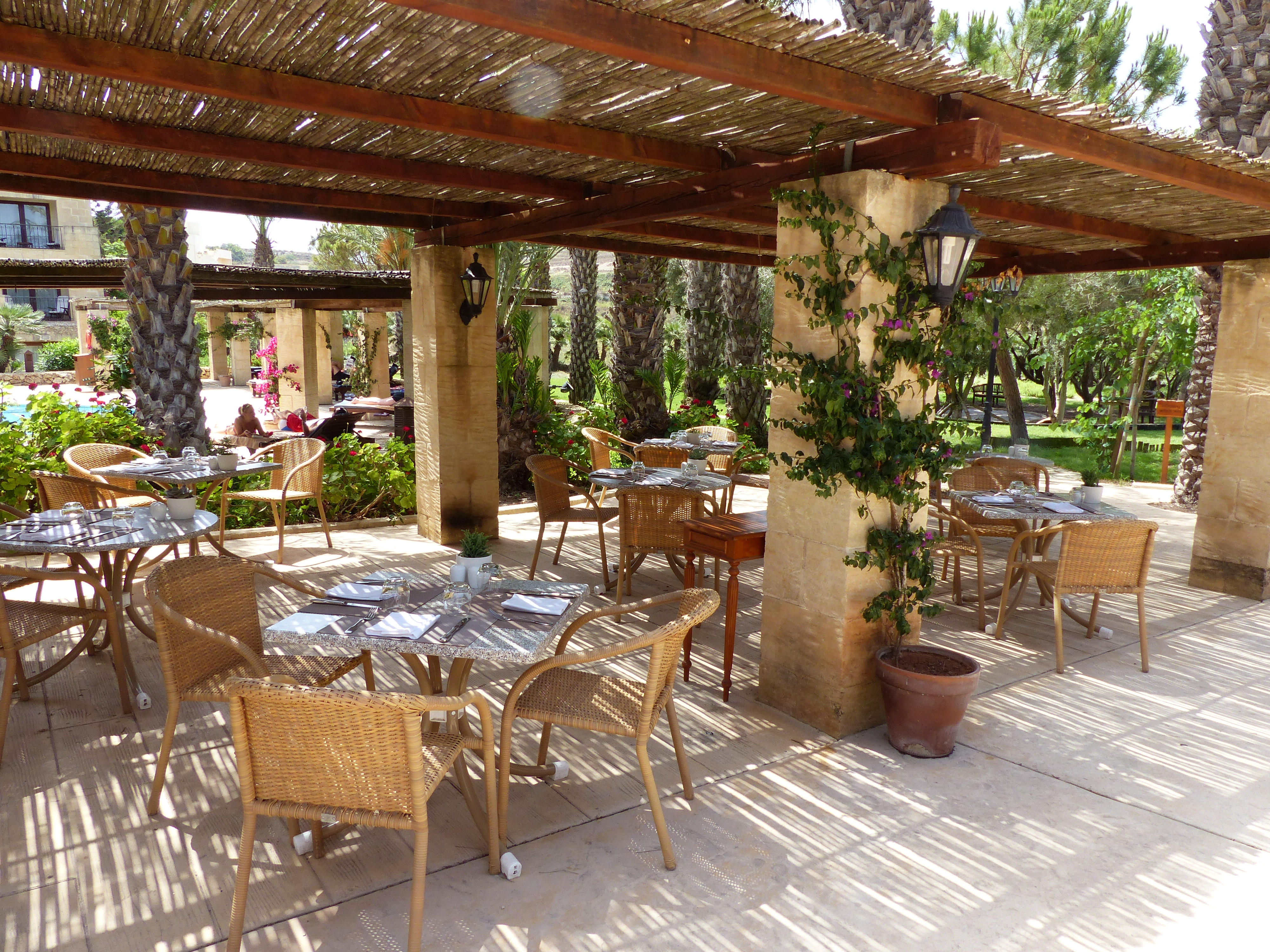
مطعم كمبينسكي سان لافرينز

فندق كمبينسكي سان لافرينز هو فندق ذو تقييم 5 نجوم تابع لسلسلة الفنادق كمبنسكي، ويقع في جزيرة غودش، مالطا. 

## الموقع
يقع الفندق في غرب جزيرة غودش بالقرب من قرية سان لافرينز، وتحيطه حديقة بمساحة 30،000 م². 

## التجهيزات
أفتتح الفندق في عام 1999م ويحتوي على 122 غرفة و أجنحة بين 35 حتى 97 م². مميزات أخرى للفندق تضم 3 مطاعم، بار كبير، منتجع، و صالة رياضية.

## وصلات خارجية
- الموقع الرسمي للفندق
- Visit Gozo, البوابة الرئيسية لوزارة غوزو
- موقع سان لورنس

1. ↑  مذكور في: Skyscanner. Skyscanner hotel ID: 47023489. الوصول: مارس 2022. لغة العمل أو لغة الاسم: الإنجليزية.